# راکوواتس (بوچین)
راکوواتس (به صربی: Rakovac) یک منطقهٔ مسکونی در صربستان است که در Beočin Municipality واقع شده‌است.